# Las gafas de Pigmalión
Las gafas del Pigmalión (título original: Pygmalion's Spectacles) es un cuento de ciencia ficción, publicado en 1935, por el escritor norteamericano Stanley G. Weinbaum (1902-1935). El relato parte del idealismo subjetivo (ser es ser percibido) o inmaterialismo.
El cuento nos habla del invento del profesor Albert Ludwig que permite, al que lo usa,  experiementar el mundo a través de unas gafas; un mundo con olor, gusto y tacto. El relato no se desarrolla linealmente, independiente del espectador, sino en torno a él, de manera interactiva y representa el primer registro literario de lo que se conoce ahora como Realidad Virtual.
- Datos: Q30899399